# Enrico di Fürstenberg
Enrico di Fürstenberg (nome completo in italiano Enrico Massimiliano Egon Carlo; Heiligenberg, 17 luglio 1950 – Capalbio, 11 luglio 2024) è stato un principe e imprenditore tedesco.

## Biografia
Enrico di Fürstenberg nacque il 17 luglio 1950 al castello di Heiligenberg, figlio del principe Gioacchino Egon di Fürstenberg (1923-2002) e di sua moglie, la contessa Paula von Königsegg-Aulendorf.
Dopo aver studiato al liceo a Vienna, iniziò a frequentare la facoltà di economia presso l'università locale, ma prima di completare gli studi entrò nell'azienda di famiglia nel 1976 ed in quello stesso anno si sposò con la principessa Maximiliane zu Windisch-Graetz. 
Progressivamente, a partire dagli anni '90, l'azienda di famiglia venne sempre più autonomamente gestita da Enrico al quale il padre aveva affidato ruoli dirigenziali. Il principe si trovò a gestire diverse aziende oltre a 20.000 ettari di foresta, compresi terreni in Austria e Canada. Nel 2004 il suo patrimonio era stimato in 700.000.000 di euro. Per far fronte alla gestione di questi beni ereditati, Enrico di Fürstenberg costituì la Lignis GmbH & Co. KG, un'azienda per la commercializzazione di legname proveniente da un totale di 52.000 ettari di foresta, impresa della quale erano compartecipi altre importanti ex casate principesche tedesche. Dopo un periodo di autonomia, le azioni della Lignis vennero acquistate in parte minoritaria dall'industria cartiera finlandese UPM alla quale l'attività venne integralmente venduta nel 2012. Sempre per far fronte alla crisi finanziaria della famiglia dopo il dopoguerra e per tenere alto il proprio tenore di vita, Enrico vendette nel 2004 un asset fondamentale dell'azienda di famiglia, il Fürstlich Fürstenbergische Brauerei (il birrificio principesco Fürstenberg) che fruttava annualmente al principe circa 250.000.000 di euro e che teneva occupati 1500 dipendenti in tutta la Germania.
Un'altra pesante critica venne mossa da molti al principe di Fürstenberg a causa di un'intervista rilasciata nel 2006 nella quale spiegava la ragione di molte delle sue controverse vendite. Descrisse le collezioni d'arte ereditate dalla sua famiglia come "attività non liquide, e per così dire, destinate a essere liquidate, se le cose non fossero andate così bene, per fornire un po' di supporto ad altre operazioni commerciali". Allo stesso modo nel 1994, vendette all'asta da Sotheby's un gruppo di preziosi incunaboli parte della biblioteca di corte di Donauschingen, oltre ad un gruppo di stampe e l'intera biblioteca appartenuta a Joseph von Laßberg ad eccezione di un piccolo gruppo di libri rimasti in gestione all'archivio principesco locale. Nel 1993 aveva già venduto allo stato del Baden-Württemberg una preziosa collezione di manoscritti della biblioteca principesca, cui fece seguito nel 2001 una copia medievale della vicenda dei Nibelunghi. Nel 2003 vendette anche gran parte della collezione di opere d'arte presente al castello di Donaueschingen (tra cui spiccavano opere del maestro di Meßkirch) all'imprenditore Reinhold Würth, mentre la celebre opera Passione grigia di Hans Holbein il Vecchio venne venduta alla Staatsgalerie di Stoccarda.
Per contro, il principe di Fürstenberg fu patrono del festival musicale che ogni anno si tiene a Donaueschingen e della parrocchia locale di San Giovanni, dedicandosi in particolare al restauro degli interni con ingenti donazioni.
Nel 2003, il principe di Fürstenberg tornò a risiedere stabilmente al castello di Donaueschingen, vietando l'ingresso al pubblico al parco del castello come pure alla sorgente del Danubio posta nei pressi. Si verificarono non pochi conflitti con l'amministrazione comunale della città, motivo per cui il principe decise di non sovvenzionare più il festival della musica locale, come pure dal concorso ippico internazionale che aveva contribuito a istituire anni prima. Nel dicembre 2011 vendette il castello di Hohenlupfen, insieme alla foresta e alle proprietà terriere che da esso dipendevano.
Nel 2012, il principe entrò nell'International Best Dressed Hall of Fame di Vanity Fair.
Morì a Capalbio nel 2024 a seguito di una lunga malattia.

## Matrimonio e figli
Enrico di Fürstenberg sposò l'11 novembre 1976 la principessa Maximiliane zu Windisch-Graetz. La coppia ebbe insieme due figli:
- Cristiano Gioacchino (n.1977), sposò Jeannette Griesel
- Antonio Ugo Egon (n.1985), sposò Matilde Borromeo

## Ascendenza
|                                         |                                         |                                              | Genitori                                                 |  |  | Nonni |  |  | Bisnonni                               |  |  | Trisnonni                              |  |
|                                         |                                         |                                              |                                                          |  |  |       |  |  | 8. Massimiliano Egon II di Fürstenberg |  |  | 16. Massimiliano Egon I di Fürstenberg |  |
|                                         |                                         |                                              |                                                          |  |  |       |  |  | 8. Massimiliano Egon II di Fürstenberg |  |  | 16. Massimiliano Egon I di Fürstenberg |  |
|                                         |                                         | 17. Leontine von Khevenhüller-Metsch         |                                                          |  |  |       |  |  | 8. Massimiliano Egon II di Fürstenberg |  |  |                                        |  |
| 4. Massimiliano Egon di Fürstenberg     |                                         |                                              |                                                          |  |  |       |  |  | 8. Massimiliano Egon II di Fürstenberg |  |  |                                        |  |
|                                         |                                         | 9. Irma von Schönborn-Buchheim               | 18. Erwin von Schönborn-Buchheim                         |  |  |       |  |  |                                        |  |  |                                        |  |
|                                         |                                         | 9. Irma von Schönborn-Buchheim               | 18. Erwin von Schönborn-Buchheim                         |  |  |       |  |  |                                        |  |  |                                        |  |
|                                         |                                         | 9. Irma von Schönborn-Buchheim               | 19. Franziska von und zu Trauttmansdorff-Weinsberg       |  |  |       |  |  |                                        |  |  |                                        |  |
| 2. Gioacchino Egon di Fürstenberg       |                                         | 9. Irma von Schönborn-Buchheim               |                                                          |  |  |       |  |  |                                        |  |  |                                        |  |
|                                         |                                         | 10. Joachim von Schönburg-Glauchau           | 20. Karl von Schönburg-Glauchau                          |  |  |       |  |  |                                        |  |  |                                        |  |
|                                         |                                         | 10. Joachim von Schönburg-Glauchau           | 20. Karl von Schönburg-Glauchau                          |  |  |       |  |  |                                        |  |  |                                        |  |
|                                         |                                         | 10. Joachim von Schönburg-Glauchau           | 21. Adelheid von Rechteren-Limpurg-Speckfeld             |  |  |       |  |  |                                        |  |  |                                        |  |
| 5. Wilhelmine von Schönburg-Glauchau    |                                         | 10. Joachim von Schönburg-Glauchau           |                                                          |  |  |       |  |  |                                        |  |  |                                        |  |
|                                         |                                         | 11. Oktavia Chotek von Chotkowa und Wognin   | 22. Boguslaw Chotek von Chotkowa und Wognin              |  |  |       |  |  |                                        |  |  |                                        |  |
|                                         |                                         | 11. Oktavia Chotek von Chotkowa und Wognin   | 22. Boguslaw Chotek von Chotkowa und Wognin              |  |  |       |  |  |                                        |  |  |                                        |  |
|                                         |                                         | 11. Oktavia Chotek von Chotkowa und Wognin   | 23. Wilhelmine Kinsky zu Wchinitz und Tettau             |  |  |       |  |  |                                        |  |  |                                        |  |
| 1. Enrico di Fürstenberg                |                                         | 11. Oktavia Chotek von Chotkowa und Wognin   |                                                          |  |  |       |  |  |                                        |  |  |                                        |  |
|                                         | 12. Franz Xaver von Königsegg-Aulendorf | 24. Alfred Anton von Königsegg-Aulendorf     |                                                          |  |  |       |  |  |                                        |  |  |                                        |  |
|                                         | 12. Franz Xaver von Königsegg-Aulendorf | 24. Alfred Anton von Königsegg-Aulendorf     |                                                          |  |  |       |  |  |                                        |  |  |                                        |  |
|                                         | 12. Franz Xaver von Königsegg-Aulendorf | 25. Pauline Maria von Bellegarde             |                                                          |  |  |       |  |  |                                        |  |  |                                        |  |
| 6. Joseph Erwin von Königsegg-Aulendorf | 12. Franz Xaver von Königsegg-Aulendorf |                                              |                                                          |  |  |       |  |  |                                        |  |  |                                        |  |
|                                         |                                         | 13. Hedwig von Neipperg                      | 26. Erwin von Neipperg                                   |  |  |       |  |  |                                        |  |  |                                        |  |
|                                         |                                         | 13. Hedwig von Neipperg                      | 26. Erwin von Neipperg                                   |  |  |       |  |  |                                        |  |  |                                        |  |
|                                         |                                         | 13. Hedwig von Neipperg                      | 27. Maria Rosa von Lobkowicz                             |  |  |       |  |  |                                        |  |  |                                        |  |
| 3. Paula von Königsegg-Aulendorf        |                                         | 13. Hedwig von Neipperg                      |                                                          |  |  |       |  |  |                                        |  |  |                                        |  |
|                                         |                                         | 14. Johann von Wilczek                       | 28. Johann Nepomuk von Wilczek                           |  |  |       |  |  |                                        |  |  |                                        |  |
|                                         |                                         | 14. Johann von Wilczek                       | 28. Johann Nepomuk von Wilczek                           |  |  |       |  |  |                                        |  |  |                                        |  |
|                                         |                                         | 14. Johann von Wilczek                       | 29. Emma Emo Capodilista                                 |  |  |       |  |  |                                        |  |  |                                        |  |
| 7. Lucia von Wilczek                    |                                         | 14. Johann von Wilczek                       |                                                          |  |  |       |  |  |                                        |  |  |                                        |  |
|                                         |                                         | 15. Elisabeth Kinsky von Wchinitz und Tettau | 30. Ferdinand Bonaventura Kinsky von Wchinitz und Tettau |  |  |       |  |  |                                        |  |  |                                        |  |
|                                         |                                         | 15. Elisabeth Kinsky von Wchinitz und Tettau | 30. Ferdinand Bonaventura Kinsky von Wchinitz und Tettau |  |  |       |  |  |                                        |  |  |                                        |  |
|                                         |                                         | 15. Elisabeth Kinsky von Wchinitz und Tettau | 31. Maria Josepha del Liechtenstein                      |  |  |       |  |  |                                        |  |  |                                        |  |
|                                         |                                         | 15. Elisabeth Kinsky von Wchinitz und Tettau |                                                          |  |  |       |  |  |                                        |  |  |                                        |  |